# Saint-Jouin-de-Milly
Pour les articles homonymes, voir Saint-Jouin (homonymie).
Saint-Jouin-de-Milly (en poitevin Sént-Jouègn) est une commune déléguée de Moncoutant-sur-Sèvre dans le Centre-Ouest de la France située dans le département des Deux-Sèvres en région Nouvelle-Aquitaine. Elle fait partie du Poitou historique et se trouve au sein du Bocage bressuirais.

## Géographie
Saint-Jouin-de-Milly était une commune limitrophe de Courlay, Moncoutant et la Forêt-sur-Sèvre, située à 13 km au sud-ouest de Bressuire.
Le territoire de la commune était principalement délimité par deux cours d'eau. A l'Ouest le cours de la Sèvre Nantaise marquait la quasi-totalité de la frontière avec la Forêt-sur-Sèvre. Au Sud le ruisseau du Marchais marquait quant à lui la totalité de la frontière avec Moncoutant. Au Nord et à l'Est, la frontière avec la commune de Courlay se faisait moins naturelle mais s'appuyait aussi ponctuellement sur un cours d'eau, le ruisseau du Rousseau. Celui-ci repartissait notamment le village de l'Audouinière entre les deux communes. Ce ruisseau qui se jette comme le Marchais, vers l'Ouest dans la Sèvre, prend le nom de ruisseau de la Bouvannière aux abords du village courlitais éponyme. Il marque par ailleurs, sur les derniers mètres de son cours, la petite partie de la frontière avec la Forêt-sur-Sèvre qui n'est pas assurée par la Sèvre.
Si depuis la fusion en 2019 de Saint-Jouin-de-Milly et de Moncoutant au sein Moncoutant-sur-Sèvre, les anciennes frontières de Saint-Jouin-de-Milly avec Courlay et la Forêt-sur-Sèvre se sont maintenus dans le nouvel ensemble, celle marquée par le Marchais avec Moncoutant n'est désormais plus d'actualité.
La commune de Saint-Jouin-de-Milly est par ailleurs traversée par la D744, reliant notamment Cerizay à Moncoutant.

## Histoire
Une bulle du pape Alexandre III confia en 1179 aux moines de l'abbaye de Saint-Jouin-de-Marnes la possession d'un certain nombre d'églises notamment celle de Saint-Jouin-de-Milly. Évènement qui explique possiblement le nom de la commune. Il faut noter par ailleurs la présence à l'Est du territoire communal de deux hameaux, dénommés le Grand et le Petit Milly.
L'Histoire de Saint-Jouin-de-Milly est intimement liée à celle de la famille de la Fontenelle de Vaudoré, dont le château, reconstruit au XIXe siècle est toujours présent sur le territoire communal.
Le 1er janvier 2019, la commune fusionne avec Le Breuil-Bernard, La Chapelle-Saint-Étienne, Moncoutant, Moutiers-sous-Chantemerle et Pugny pour former la commune nouvelle de Moncoutant-sur-Sèvre dont la création est actée par un arrêté préfectoral du 23 novembre 2018.

## Politique et administration
| Période    | Période  | Identité           | Étiquette | Qualité |
| ---------- | -------- | ------------------ | --------- | ------- |
| avant 1981 | ?        | Michel Fradin      |           |         |
| mars 2001  | En cours | Jean-Marie Guillet |           |         |

## Démographie
À partir du XXIe siècle, les recensements réels des communes de moins de 10 000 habitants ont lieu tous les cinq ans. Pour Saint-Jouin-de-Milly, cela correspond à 2004, 2009, 2014, etc. Les autres dates de « recensements » (2006, etc.) sont des estimations légales.
| 1793 | 1800 | 1806 | 1821 | 1831 | 1836 | 1841 | 1846 | 1851 |
| ---- | ---- | ---- | ---- | ---- | ---- | ---- | ---- | ---- |
| 393  | 216  | 316  | 425  | 409  | 424  | 494  | 471  | 454  |

| 1856 | 1861 | 1866 | 1872 | 1876 | 1881 | 1886 | 1891 | 1896 |
| ---- | ---- | ---- | ---- | ---- | ---- | ---- | ---- | ---- |
| 456  | 478  | 453  | 430  | 435  | 438  | 463  | 485  | 472  |

| 1901 | 1906 | 1911 | 1921 | 1926 | 1931 | 1936 | 1946 | 1954 |
| ---- | ---- | ---- | ---- | ---- | ---- | ---- | ---- | ---- |
| 436  | 430  | 422  | 357  | 360  | 340  | 347  | 342  | 316  |

| 1962 | 1968 | 1975 | 1982 | 1990 | 1999 | 2004 | 2006 | 2009 |
| ---- | ---- | ---- | ---- | ---- | ---- | ---- | ---- | ---- |
| 322  | 287  | 252  | 230  | 232  | 252  | 219  | 205  | 210  |

| 2014 | 2016 | - | - | - | - | - | - | - |
| ---- | ---- | - | - | - | - | - | - | - |
| 189  | 191  | - | - | - | - | - | - | - |